# 볼케닉 연발무기회사

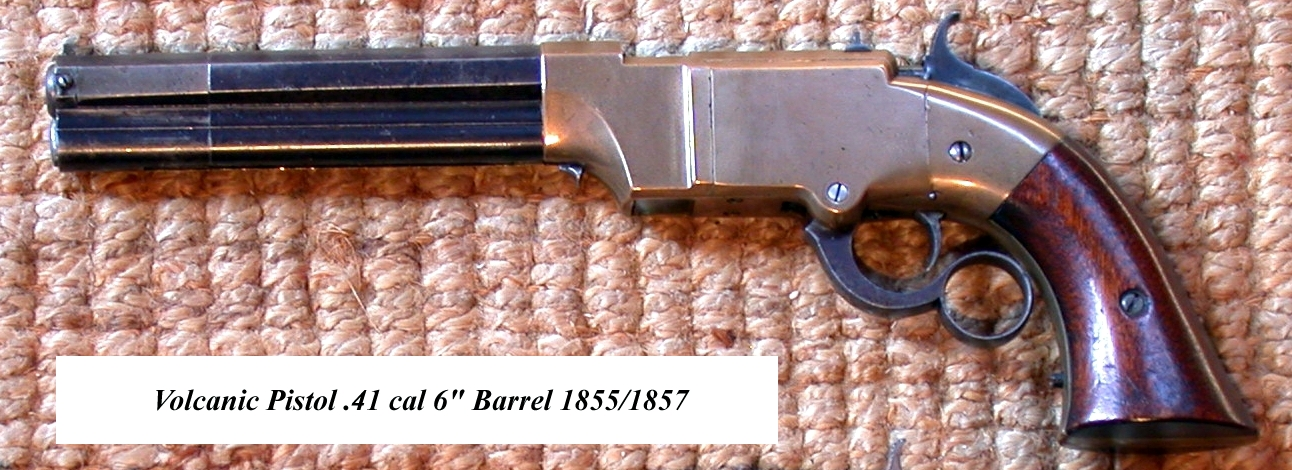
관형탄창과 레버액션을 사용한 볼케이노 피스톨.

볼케닉 연발무기회사(Volcanic Repeating Arms Company)는 1855년 호레이스 스미스, 대니얼 웨슨, 벤저민 타일러 헨리, 올리버 윈체스터 등이 세운 군수회사이다. 주로 레버액션식 권총과 기총을 제조했다. 볼케닉 자체는 1866년 도산하여 단명한 회사이지만 그 후신인 스미스 앤 웨슨과 윈체스터는 주요 군수산업체로 등극하였다.